# Axel Dahlström
Axel Dahlström, född 20 september 1880 i Brastads församling, död 15 november 1947 i Göteborg, var en svensk politiker (socialdemokrat) och kommunal tjänsteman.

## Biografi
Axel Dahlström föddes 1880 i Övre Tuntorp, Brastads församling till stenhuggare Anders Karlsson (f. 1847) som arbetade på Hjälmedals stenhuggeri, och Olena Maria Mattsdotter (f. 1851). Dahlström var också stenhuggare, först i hemkommunen och därefter i Lysekil 1902–1913 där han även tillhörde stadens stadsfullmäktige 1911–1913. Han var expeditör för Göteborgs arbetarekommun 1913–1933 samt överförmyndare i Göteborg 1928–1947.
Dahlström var ledamot av styrelsen för Tryckeri AB Framåt i Göteborg 1917–1943, varav som ordförande 1930–1943, för Bergslagernas Järnvägs AB 1923–1947, varav som ordförande 1938–1947, ordförande i styrelsen för Trafikörvaltningen Göteborg-Dalarne-Gävle 1938–1947 och i styrelsen för Västergötland Göteborgs Järnvägs AB, ledamot av styrelsen för Riksbankens avdelningskontor i Göteborg 1932–1947, varav som ordförande 1934–1947 och av styrelsen för Rederi AB Göteborg-Frederikshavn-Linjen. Han var ledamot av direktionen för Södra Sveriges Statsarbeten 1921–1923 och av järnvägsrådet 1936–1947, ledamot av stadsfullmäktige i Göteborg 15 november 1915–1947, varav som 2:e vice ordförande 1927–1947, av nykterhetsnämnden 1916–1919, av drätselkammarens l:a avdelning 1918–1947, varav som ordförande 1926–1947, av fattigvårdsstyrelsen 1919–1943, varav som vice ordförande 1919–1931 och ordförande 1932–1943, samt ordförande i nämnden för den inre fattigvården 1919–1943, av styrelsen för Göteborgs Welanderhem 1919–1930, varav som vice ordförande 1925–1930, av arbetslöshetskommittén 1921–1926, ordförande i styrelsen för Dalheimers donation 1928–1947, av Göteborgs stadskollegium 1932–1947, varav som ordförande 1934–1947 samt ordförande i civilförsvarsnämnden 1944–1947. Dahlström var ledamot av styrelsen för Svenska stadsförbundet 1927–1947, varav som vice ordförande 1931–1946 och ordförande under åtta månader 1946–1947. Han var ledamot av styrelsen för Svenska stenarbetareförbundet 1902–1905, ledamot av styrelsen för Göteborgs fackliga centralorganisation 1914–1930, ledamot av styrelsen och kassaförvaltare i Bohusläns socialdemokratiska partidistrikt 1905–1913, ledamot av partistyrelsen för Socialdemokraterna 1920–1932.

## Familj
Axel Dahlström var son till stenhuggare Anders Karlsson och Olena Maria Dahlström, född Mattsdotter. Han gifte sig 9 oktober 1903 med Alma Kvick (1884-1959), dotter till stenhuggare Anders Andersson Kvick och Kristina Persdotter.